# Sklop kuća na Obali sv. Nikole 33 u Baškoj Vodi
Sklop kuća u mjestu Baškoj Vodi nalaze se na adresi Obala sv. Nikole 33. Datiraju iz 19. stoljeća.

## Opis
Sklop kuća tradicijskog graditeljstva izgrađen je na rivi, sastoji se od dvije katnice i jedne prizemnice. Kuće su građene lomljenim kamenom, zakrovljene dvostrešnim krovovima s pokrovom od lomljenih kamenih ploča koje su izvorno bile bijeljene vapnom. Katnice su izgrađene u nizu, uz južno pročelje imaju svođene sulare sa zajedničkim kamenim stubama. Prizemnica je dograđena okomito na katnice i izvorno se koristila kao „kužina“ s kominom.

## Zaštita
Pod oznakom Z-5348 zaveden je kao nepokretno kulturno dobro - pojedinačno, pravna statusa zaštićena kulturnog dobra, klasificirano kao "stambeno-poslovne građevine".